# Sayyid Barghash ibn Said
Sayyid Barghash ibn Said al Bu Said, född 1837, död 26 mars 1888, var den andre sultanen av Zanzibar. Han var son till Said ibn Sultan, sultan av Oman, och efterträdde sin bror Sayyid Majid ibn Said som sultan av Zanzibar 7 oktober 1870.